# ميتشيكو ناغاي
ميتشيكو ناغاي (باليابانية: 永井路子) (31 مارس 1925، طوكيو في اليابان)؛ كاتبة سيناريو وروائية يابانية. درست في جامعة طوكيو للإناث.